# Олджейту
Олджейту (Ольджайту, Ульчжайту; монг. Өлзийт?, ᠦᠯᠵᠡᠢᠲᠦ?), полное мусульманское имя — Гийас ад-Дунйа ва-д-Дин Мухаммед Худабандэ Олджейту Султан (март 1278, 
март 1280 или 24 марта 1281
— 17 декабря 1316) — ильхан Ирана (1304—1316) из династии Хулагуидов, третий сын Аргун-хана, брат и наследник Газана.

## Внутренняя политика
В управлении страной Олджейту следовал курсу реформ Газан-хана. Он издал специальный ярлык, подтверждающий все законы предшественника. В период правления Олджейту, как и во времена Газана, значительное влияние на государственные дела оказывал визирь Высочайшего дивана Рашид ад-Дин. Он смог противостоять интригам другого визиря Са’д ад-Дина Саведжи, пытавшегося оттеснить его от власти. В итоге сам Са’д ад-Дин был обвинён в растрате казённых средств и казнён вместе с несколькими соратниками близ Багдада 19 февраля 1312 года. Вторым визирем стал купец-уртак Тадж ад-Дин Алишах Гиляни. После конфликта, произошедшего в 1314 году между двумя визирями, Олджейту разграничил их сферы деятельности. Рашид ад-Дин теперь должен был отвечать за центральную и южную Персию до пределов Хорасана, а Тадж ад-Дин — за северо-запад Персии, Месопотамию и Малую Азию.

### Строительство новой столицы

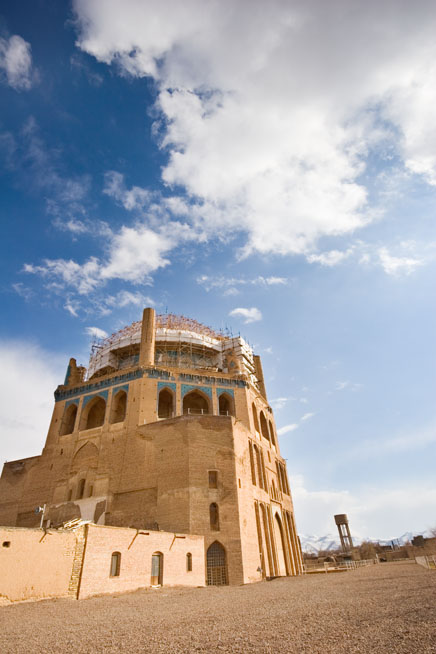
Мавзолей Олджейту

В 1305 году Олджейту было возобновлено строительство в северо-западной части Ирана (ныне — остан Зенджан) города Сольтание, заложенного ещё при Аргуне. Вскоре город стал летней столицей Хулагуидов, зимней оставался Багдад. Придворные ильхана стремились превзойти друг друга в украшении новой столицы. Например, Рашид ад-Дин построил на свои средства квартал, состоящий из более чем тысячи домов. Строительство города было закончено к 1313 году; длина окружевшей его стены составляла около 30 тысяч шагов. Главным украшением города стал мавзолей Олджейту, построенный ещё при жизни ильхана зодчим Али-Шахом.

### Религия
В 1289 Олджейту был крещён своей матерью-христианкой Урук-хатун и получил имя Николай — в честь папы Николая IV, с которым Аргун-хан поддерживал дипломатические контакты. До вступления на престол Олджейту был известен под прозвищем Харбандэ («слуга осла»), которое он при переходе в ислам в 1295 году изменил на Худабандэ («слуга бога»). Приняв ислам в суннитской форме, он позже склонился к шиизму. Однако попытка ильхана сделать шиизм государственной религией встретила упорное сопротивление иранской духовной и чиновничьей знати. Другим изменением в религиозной политике при Олджейту было то, что с немусульман стала вновь взиматься джизья.

## Внешняя политика

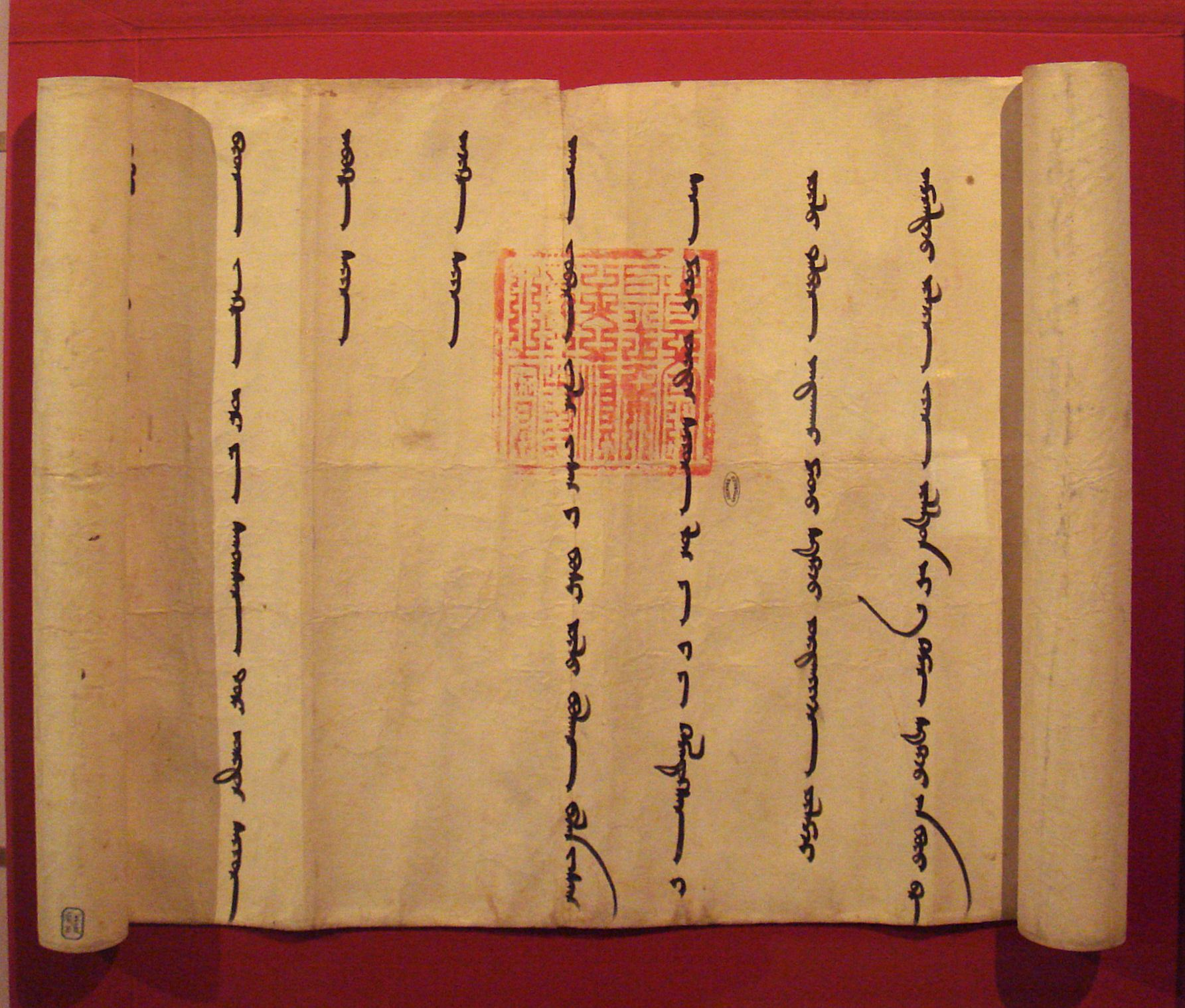
Письмо Олджейту Филиппу Красивому, 1305

Олджейту поддерживал дипломатические отношения с европейскими правителями в надежде получить помощь против мамлюков и завоевать Сирию. Ильхан направил в Европу посольство во главе с Бускарелло де Гизольфи, вручившего письма Филиппу Французскому, Эдуарду Английскому и папе Клименту V. Однако переговоры снова, как и в предыдущие годы — при Абаге, Аргуне и Газане, — не привели ни к каким практическим действиям европейцев.
В 1308 году Олджейту помог Византийскому императору Андронику II в борьбе с турками. Он отправил монгольское войско численностью 30 000 воинов в Малую Азию.
В 1304—1305 гг. мамлюки совершили нападения на Киликийское государство, вассала Хулагуидов, однако вскоре туда подоспели монгольские гарнизоны Малой Азии и нанесли им поражение.
После того как в августе 1312 года на сторону Олджейту перешли эмиры Кара Сункур, правитель Дамаска, и Ак-Куш Афрам, правитель Триполи (первый получил во владение Марагу, второй — Хамадан), ильхан предпринял поход в сирийские владения мамлюков. Войска выступили в октябре, а 23 декабря подошли к городу Рахба. Гарнизон оказал монголам упорное сопротивление и 26 января 1313 года Олджейту вынужден был снять осаду. Хулагуидам пришлось отказаться от планов завоевания Сирии.
В 1307 году под власть хулагуидской державы попал Гилян, управлявшийся множеством мелких полусамостоятельных владетелей. В 1313 году войска ильхана заняли территорию никудари в Южном Афганистане, что спровоцировало вторжение чагатаидской армии под командованием Кебека, брата хана Эсен-Буги, Дауд-ходжи, изгнанного никударийского правителя, и царевича Ясавура, праправнука Чагатая. Перейдя Амударью в январе 1314 года, они нанесли тяжёлое поражение хорасанской армии хулагуидов близ реки Мургаб и преследовали бегущего противника до ворот Герата. Получив известие о разгроме его армии, Олджейту выступил из Сольтание 18 февраля, но при его приближении враг отступил в свой улус. Тем временем, царевич Ясавур был обвинён Кебеком в предательстве, и войска Олджейту форсировали Амударью, чтобы прийти на помощь Ясавуру в битве с чагатаидами. Ясавур вернулся с войсками ильхана в Хорасан, и Олджейту предоставил ему во владение пастбища Бадгиса.